# Luise von Kobell
Franziska Maria Louise Karoline von Kobell, verheiratete Luise Eisenhart (geboren am 13. Dezember 1827 in München; gestorben am 28. Dezember 1901 ebenda) war eine deutsche Schriftstellerin aus der Künstlerfamilie Kobell.

## Leben
Kobell war die Tochter des Mineralogen und Mundartdichters Franz von Kobell und von Karoline von Kobell, einer Cousine des Vaters. Sowohl durch ihr Elternhaus als durch ihre Heirat (1857) mit August von Eisenhart, dem Kabinettssekretär von König Ludwig II., lebte Kobell von Jugend an in engstem Kontakt sowohl mit den obersten Ebenen der bayerischen Gesellschaft als auch mit zeitgenössischen Künstler-, Dichter- und Gelehrtenkreisen. Über ihren Mann war sie bekannt mit dem Dichter Joseph Victor von Scheffel und dem Theologen Ignaz von Döllinger. Über beide verfasste sie Biografien. Als ihr Hauptwerk gilt Unter den vier ersten Königen Bayerns, ein auf gründlichen Tagebuchnotizen und genauer Sachkenntnis beruhendes, durchaus persönliches Erinnerungsbuch mit viel anekdotischem Detail, das eine wichtige Quelle für die Zeit des Biedermeiers und die Ludwigs II. darstellt.
Außerdem verfasste sie zahlreiche Beiträge für die Allgemeine Zeitung, die Deutsche Revue und die Fliegenden Blätter. Eine Auswahl dieser Beiträge erschien als Buch unter dem Titel Münchner Porträts.
Für ihr reich illustriertes Werk über Kunstvolle Miniaturen & Initialen aus Handschriften des 4. bis 16. Jahrhunderts wurde ihr die goldene Ludwigsmedaille für Wissenschaft und Kunst verliehen.
Luise Kobell starb 1901 im Alter von 74 Jahren in München.

## Grabstätte

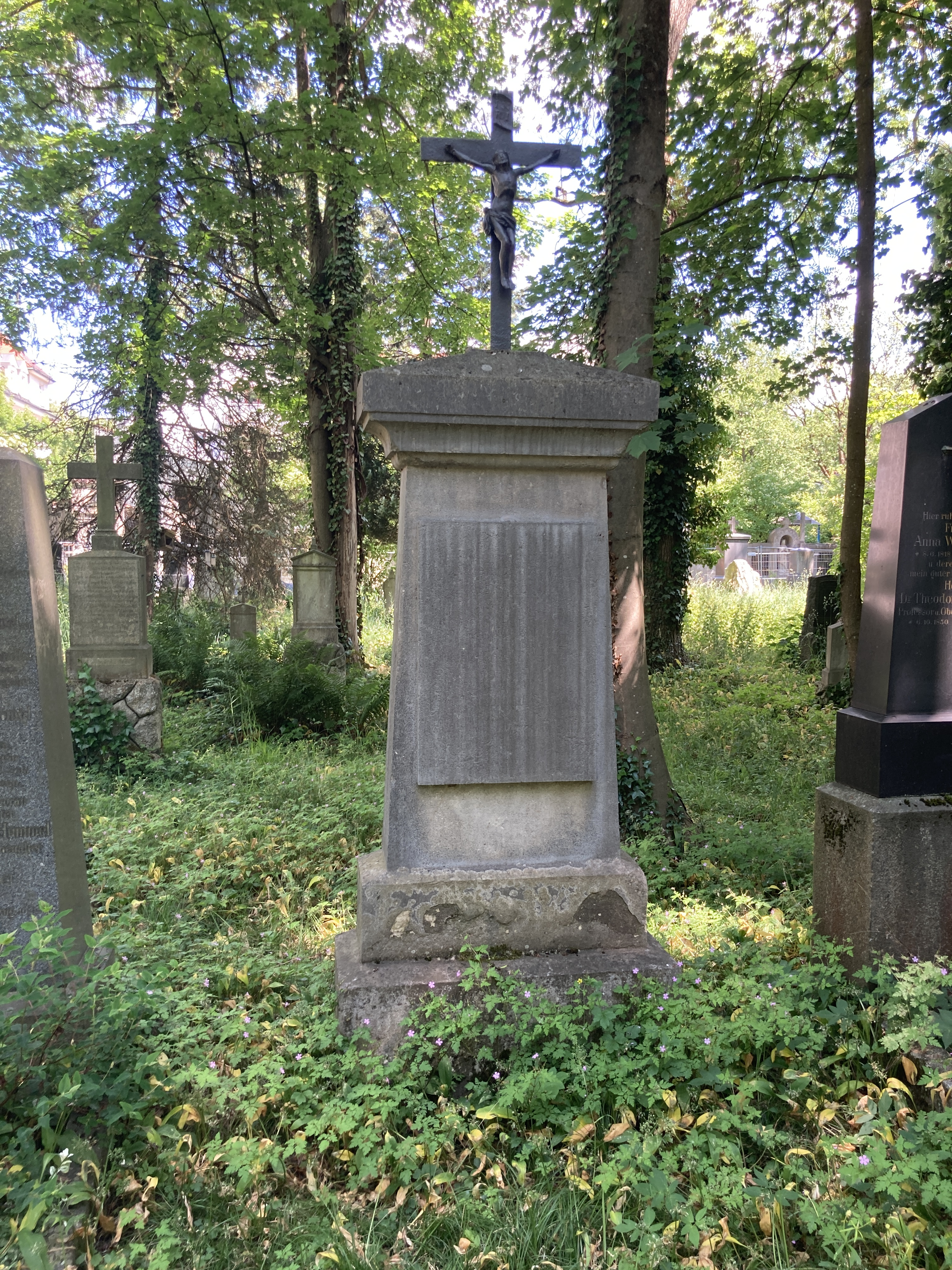
Grab von Luise Kobell auf dem Alten Südlichen Friedhof in München

Die Grabstätte von Luise Kobell befindet sich auf dem Alten Südlichen Friedhof in München (Gräberfeld 11 – Reihe 12 – Platz 17) Standort. In dem Grab liegt auch Luises Ehemann Johann August Eisenhart  (* 3. November 1826 in München; † 21. Dezember 1905 in München), Jurist

## Werke
- Nordseebilder. Novellen. Norderney 1881.
- Franz von Kobell. Eine Lebensskizze. München 1884.
- Ignaz von Döllinger. München 1891.
- Kunstvolle Miniaturen & Initialen aus Handschriften des 4. bis 16. Jahrhunderts mit besonderer Berücksichtigung der in der Hof- und Staatsbibliothek zu München befindlichen Manuskripte. Geschichtliche Beiträge. München 1891.
- Parcival. Eine Heldensage in 12 Bildern. Nach den im Schloß Neuschwanstein befindlichen Gemälden von August Spieß. 2. Aufl. München 1892.
- Marie Alphonse. Erzählung. München 1894.
- Unter den vier ersten Königen Bayerns. Nach Briefen und eigenen Erinnerungen. 2 Bde. München 1894, Bd. 1, 2.
- Münchner Porträts. Nach dem Leben gezeichnet. München 1897.
- Koenig Ludwig der Zweite von Bayern und die Kunst. Die bayrischen Königsschlösser und ihr Schöpfer. München 1898, Digitalisat.
- König Ludwig II. und Fürst Bismarck im Jahre 1870. Mit Faksimile des Kaiserbriefs. Leipzig 1899. Digitalisat.
- Farben und Feste. Essay. München  1900. Digitalisat.
- Joseph Victor von Scheffel und seine Familie. Schwetzingen 1901.